# Zone prioritaire pour la biodiversité

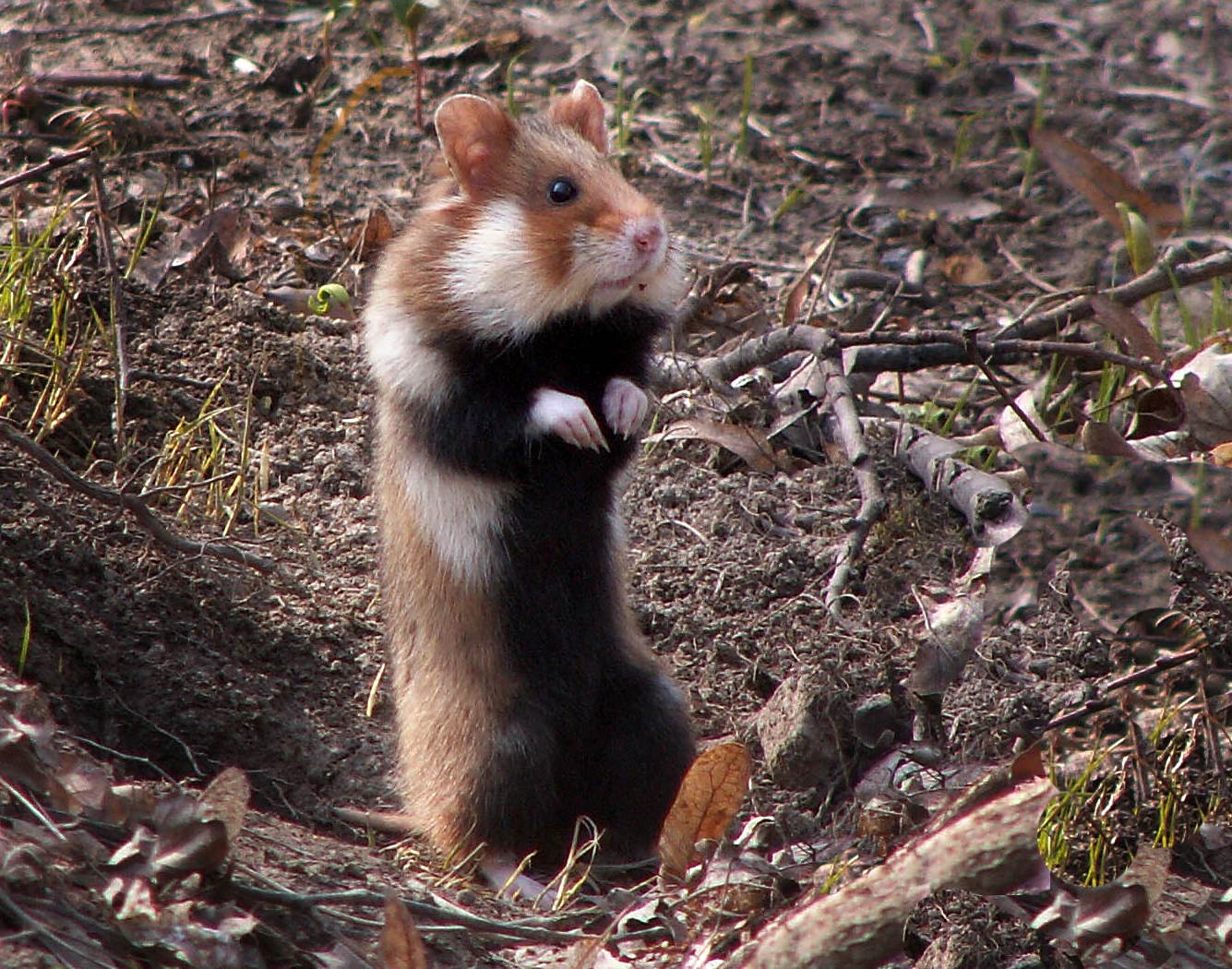
Le grand hamster d'Alsace, proche de l'extinction en France pourrait être la première espèces à bénéficier de ce nouvel outil de protection

La Zone prioritaire pour la biodiversité (ZPB) est un zonage de protection de la nature, mis en place en France  le 15 février 2017. 
Il doit faciliter le rétablissement d'habitats vitaux pour des espèces menacées et/ou protégées (ex : grand hamster d'Alsace). 

## Utilité
Cet outil juridique complète l'arrêté préfectoral de biotope, au service de la protection d'habitats naturels ou semi-naturels d'espèces menacées dans les cas où un déclin de qualité du milieu compromet le maintien dans un état de conservation favorable d'une population d'une espèce menacée ou protégée. 
Le Hamster d'Europe dit grand hamster d'Alsace en France (Cricetus cricetus), dont la population s'est encore réduite de manière critique en France au début du XXIe siècle pourrait être la première espèces à bénéficier de ce nouvel outil de protection. 

## Parties prenantes
Ce sont, outre l'État, des établissements publics, des collectivités territoriales et leurs groupements, des organismes du monde socio-professionnel, des associations de protection de la nature et des scientifiques. 

## Cadre règlementaire
Le cadre est un décret du 13 février 2017 pris dans le cadre de la loi sur la biodiversité et pour répondre aux demandes de l'Europe de mieux protéger les espèces menacées (ex :  Grand Hamster)
Ce décret est pris en application du II de l'article L. 411-2 du code de l'environnement introduit par l'article 74 de la loi n° 2016-1087 du 8 août 2016 pour la reconquête de la biodiversité, de la nature et des paysages.

## Procédure
Elles se fait en trois étapes
1. délimitation de la ZPB,
2. établissement d'un programme d'actions qui cite « les moyens prévus pour atteindre ces objectifs et indique notamment les aides publiques dont certaines mesures peuvent bénéficier, ainsi que leurs conditions et modalités d'attribution. « Il expose les effets escomptés sur le milieu et précise les indicateurs quantitatifs qui permettront de les évaluer.  « Le programme rappelle en outre les autres mesures prises, au titre du code de l'environnement, en vue de la protection de l'espèce pour laquelle la zone est délimitée ». Un arrêté conjoint des ministres  de l'agriculture et de l'environnement peut préciser ce programme.
3. fixation de pratiques agricoles, sylvicole imposées permettre au préfet de département, en concertation avec les collectivités territoriales et les représentants des propriétaires et exploitants des terrains concernés d'agir plus efficacement[2].

Le préfet décrète la zone concernée après 
- avis de la commission départementale de la nature, des paysages et des sites,
- avis du conseil scientifique régional du patrimoine naturel,
- avis de la chambre d'agriculture et
- du commandant de la zone terre compétent (si ces zones comportent des emprises relevant du ministère français de la défense)[2].

Ces avis sont « réputés rendus s'ils n'interviennent pas dans un délai de deux mois à compter de la transmission du projet »

## Histoire, critiques
Lors de la préparation du décret et durant la consultation publique du projet de texte les associations de protection de l'environnement ont demandé une clarification de la démarche. Elles souhaitent que le préfet puisse déterminer ces zones prioritaires au cas par cas, au moyen d'un arrêté par zone et non via un arrêté global qui délimiterait presque définitivement des zones prioritaires pour le département. L'article R. 411-17-4 du code de l'environnement a été rédigé pour que cela puisse être le cas. 
Les ministères de l'Environnement et de l'Agriculture aurait pu utiliser ce décret comme une opportunité pour le rendre utile contre les plantes envahissantes. Ceci a été envisagé dans les premières versions puis abandonné.
Des pratiques agricoles plus respectueuses de certaines espèces peuvent y être rendues obligatoires, 3 à 5 ans après la publication du programme, associées à des aides si elles induisent des surcoûts ou des pertes de revenus.
Jusqu'en 2024, aucune "zone prioritaire pour la biodiversité" n'a été mise en place par arrêté préfectoral.

## Sanctions
En cas de non-respect du décret le propriétaire ou exploitant concerné s'expose à une contravention de la cinquième classe (« Art. R. 415-2-1) et « La récidive de cette contravention est réprimée conformément aux articles 132-11 et 132-15 du code pénal ».